# Voortrekkers

A bandeira dos voortrekkers

Os voortrekkers (africâner e neerlandês para "pioneiros" ou "aqueles que caminham à frente") eram imigrantes que durante os anos 1840 e 1850 saíram da Colónia Britânica do Cabo, para o interior do que é hoje a África do Sul, num movimento designado grande jornada (Die Groot Trek).
A grande jornada não foi um evento planejado ou organizado, mas sim um movimento migratório que, em várias levas e sob várias lideranças (como, por exemplo, Louis Trichardt, Hendrik Potgieter, Sarel Cilliers, Pieter Uys, Gerrit Maritz, Pieter Retief e Andries Pretorius), levou milhares de africâneres (bôeres) para fora da zona administrada pelos britânicos no Cabo.
Os voortrekkers eram sobretudo originários das áreas rurais da zona leste da província do Cabo, mas não exclusivamente. Havia igualmente muitos artesãos, comerciantes, etc.
O modelo deste movimento migratório era baseado na própria cultura bôer, que desde sua chegada ao Cabo se tinha baseado no avanço para o interior em caravanas acompanhadas por manadas de gado bovino e ovelhas; este estilo de vida semi-nómada era, aliás, característico de uma parte do povo bôer, conhecido como "trekboer", que percorriam a colónia com os seus rebanhos de uma pastagem para outra ao sabor das estações.
Um grupo de voortrekkers avançou para Natal, onde negociou um tratado de cedência de terras com o rei Dingane do Reino Zulu, contudo os zulus renegaram porteriormente o tratado e atacaram os voortrekkers, matando cerca de metade deles que lá haviam se estabelecido. Outro grupo seguiu para o norte, para a região de Waterberg, onde para muitos a grande jornada terminou, ao estabelecerem-se em fazendas de criação de gado.
Mas, e apesar dos reveses, os voortrekkers estavam dispostos a fazer novas incursões em Natal. Andries Pretorius, um auto-proclamado líder dos voortrekkers estabeleceu novas negociações de paz com Dingane, com o pressuposto de este devolver a terra disponibilizada no tratado anterior. Os zulus reagiram enviando cerca de 12.000 guerreiros impis para atacar os voortrekkers; o recontro teve lugar a 16 de dezembro de 1838, junto ao rio Nacome (e ficou conhecida como a Batalha de Blood River). Apesar da superioridade numérica dos zulus, os voortrekkers derrotaram os impis do Reino Zulu, uma vez que este estavam armados com suas armas tradicionais (lanças), que não estavam à altura das espingardas de carregar pela culatra dos voortrekkers.
A vitória trouxe, para além da terra, a confiança política para a fundação da República de Natália, que mais tarde seria anexada pelos britânicos, em 1843.
Após a anexação, parte de sua população bôer iniciou nova migração para o norte, para se juntarem a outros grupos de voortrekkers que aí haviam se estabelecido.
Dos vários conflitos armados com os matabeles sob a liderança de Mzilikazi e com os zulus sob Dingane, dos quais os voortrekkers saíram vitoriosos, levou-se ao estabelecimento de várias pequenas outras repúblicas africâneres, que com o tempo foram-se fundindo, levando à criação do Estado Livre de Orange e da República Sul-Africana. Estes dois estados seriam extintos e seus territórios anexados em 1900, pelos britânicos, na sequência da Segunda Guerra Bôer.